# 德意志民族主義

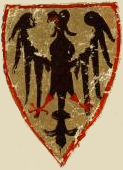
1304年，神聖羅馬帝國皇帝兼德意志國王亨利六世紋章上的帝國鷹（Reichsadler）圖案。 帝國鷹是是當今德國國徽上聯邦鷹（Bundesadler）的前身

德意志民族主義（德語：Deutscher Nationalismus）是一種意識形態觀念，它促進德意志人和講德語的人團結成一個統一的民族國家。德意志民族主義還強調德國人作為一個整體和個人的愛國主義和民族認同感。德意志民族主義的最早起源於拿破崙戰爭期間產生的浪漫民族主義，該主義誕生於法國，隨後席捲德意志地區。此時泛德意志主義開始興起。在拿破崙法國入侵德國期間，德意志民族國家的呼籲開始出現，並逐漸成長為一支重要的政治力量。
在19世紀，德國人就德國民族國家是否應該由排除奧地利的“小德意志”或包括奧地利的“大德意志”組成德國問題進行了辯論。 在總理奧托·馮·俾斯麥領導下，普魯士成功統一德國，並將奧地利排除在外。
激進的德意志民族主義和領土擴張主義是導致兩次世界大戰的關鍵因素。第一次世界大戰之前，德國建立了一個殖民帝國，希望能與英法抗衡。在1930年代，納粹掌權並試圖建立一個大德意志帝國，強調德意志民族的身份和德意志的偉大，而排斥所有其他民族，最終導致了二戰期間對猶太人、波蘭人、羅姆人和其他被認為是次等人類（德語：Untermenschen）的民族的大屠殺。
納粹德國戰敗後，德國分裂為東德和西德，每個國家都保留了德國的認同感。儘管在不同的背景下，它們都以統一為目標。歐盟的建立部分是為了使德國融入歐洲。西德在戰後經歷了經濟奇蹟，這導致了客工計劃的建立；這些工人中的許多人最終定居在德國，這造成了圍繞民族和文化認同問題的緊張局勢，尤其是在定居德國的土耳其人方面。
1990年德國統一是在和平革命之後實現的。這一事件在德國國內外引起了一些恐慌，合併的德國再次成為了為歐洲乃至世界的強國。其在歐洲債務危機和歐洲移民危機中的作用引發了對德國專制濫用權力的批評，尤其是在希臘債務危機方面，並在德國境內外都對德國在世界上的作用提出了質疑。
由於1945年後對納粹政權及其暴行的否定，德意志民族主義在該國普遍被視為禁忌，德國境內的人們一直在努力尋找承認其過去的方法，以對其過去和現在的成就感到自豪。但是這方面的問題在德國從未得到徹底解決。 2006年國際足聯世界杯舉辦時，一股民族自豪感席捲全國。強調德國民族認同感和自豪感的極右翼政黨自二戰結束以來一直存在，但從未執政，但這一情況自2008年金融海嘯以及歐洲移民危機以來開始逐漸改變。自此以來，歐洲極右翼勢力正在不斷擴大，而這股浪潮亦捲到德國，造成了德國另類選擇黨等國內新興極右翼勢力崛起。

## 延伸閱讀
- Gerwarth, Robert. . Oxford, England, UK: Oxford University Press. 2005. ISBN 0-19-928184-X.
- Hagemann, Karen. "Of 'manly valor' and 'German Honor': nation, war, and masculinity in the age of the Prussian uprising against Napoleon". Central European History 30#2 (1997): 187-220.
- Jusdanis, Gregory. . Princeton UP. 2001. ISBN 0-691-08902-7.
- Kesselman, Mark. . Boston: Houghton Mifflin Company. 2009. ISBN 0-618-87078-4.
- Motyl, Alexander J. . Academic Press. 2001. ISBN 0-12-227230-7.
- Pinson, K.S. Pietism as a Factor in the Rise of German Nationalism (Columbia UO, 1934).
- Samson, James. . Cambridge UP. 2002. ISBN 0-521-59017-5.
- Schulze, Hagen. The Course of German Nationalism: From Frederick the Great to Bismarck 1763-1867(Cambridge UP, 1991).
- Seton-Watson, Hugh. . Methuen & Co. Ltd. 1977. ISBN 0-416-76810-5.
- Smith, Anthony D. . Cambridge, England, UK; Malden, Massachusetts, USA: Polity Press. 2010. ISBN 0-19-289260-6.
- Smith, Helmut Walser. German nationalism and religious conflict: culture, ideology, politics, 1870-1914 (Princeton UP, 2014).
- Verheyen, Dirk. . Westview Press. 1999. ISBN 0-8133-6878-2.